# كيابون إفريقي
كيابون أفريقي (الاسم العلمي:Cayaponia africana) هو نوع من النباتات يتبع جنس الكيابون من الفصيلة القرعية.